# Distrito de Antioquía
El distrito de Antioquía, históricamente llamado Huamansica, es uno de los treinta y dos distritos que conforman la provincia de Huarochirí, ubicada en el departamento de Lima, en el Perú. Se encuentra en la circunscripción del Gobierno Regional de Lima-Provincias.
Dentro de la división eclesiástica de la Iglesia Católica del Perú, pertenece a la Prelatura de Yauyos

## Historia

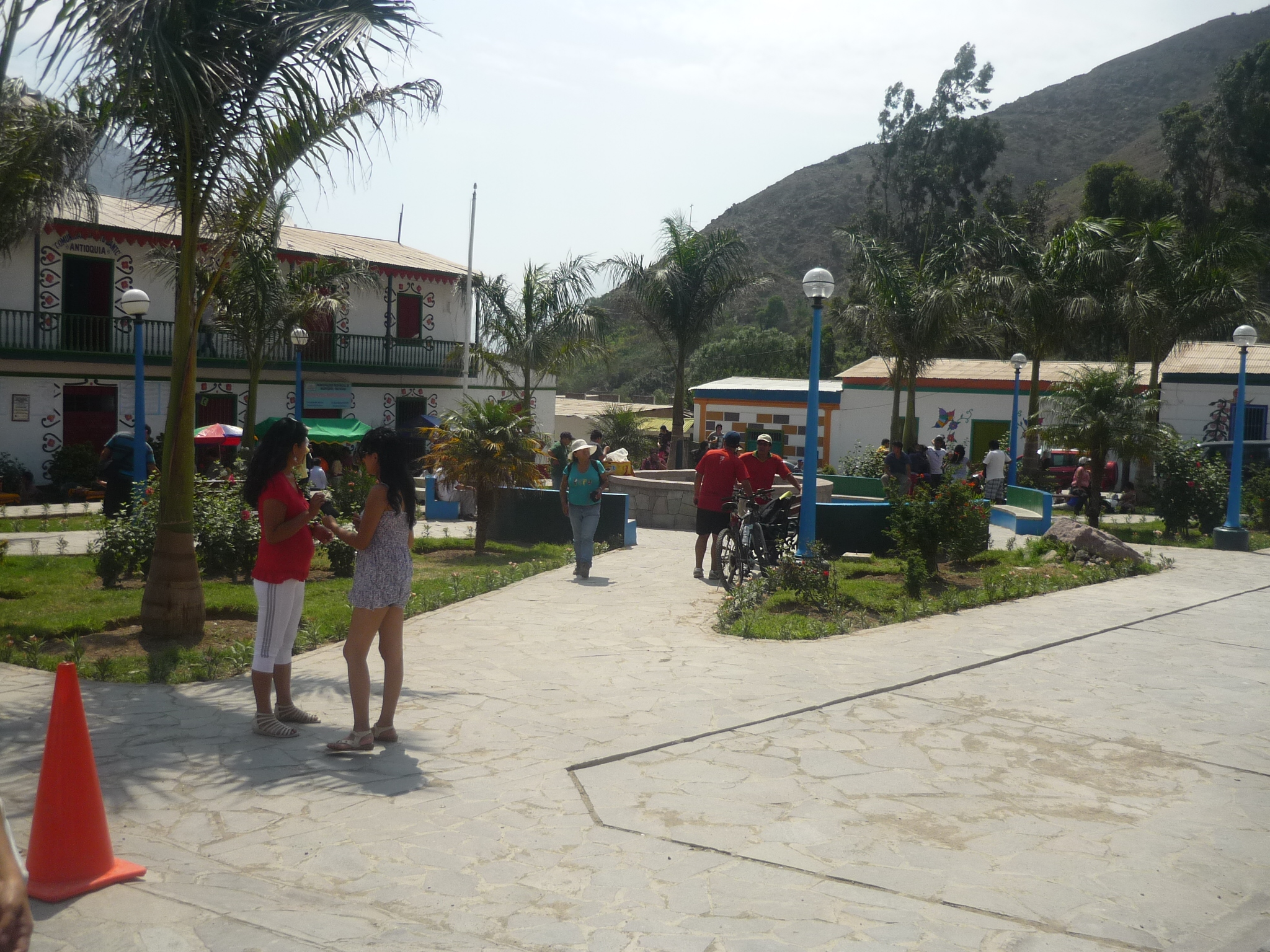
Vista de la plaza Mayor de Antioquia, la capital distrital.

El distrito fue creado mediante Decreto Ley N.º 8074 del 5 de abril de 1935, en el gobierno del presidente, Oscar R. Benavides.

## Geografía
Abarca una superficie de 387,98 km² y está ubicado a 1 526 m s. n. m., a 70 kilómetros al este de Lima por la carretera a Huarochirí.

## Demografía
En 2007, su población censada fue de 1 376 habitantes con 962 viviendas. El pueblo de Antioquia tiene 171 viviendas (2007).
Su capital es el pueblo de Antioquía, cuyo nombre original era Espíritu Santo de Huamansica y que fue cambiado en la ley de creación del distrito. Está ubicado a 1841 m s. n. m., con 200 viviendas y 500 hab.

## Centros poblados
El distrito cuenta con una población total de 1 376 habitantes con 962 viviendas, distribuidos en 45 centros poblados.
El centro poblado más grande es el pueblo de Espíritu Santo, la capital del distrito con 337 habitantes. Luego, se encuentra el anexo de Sisicaya y los caserios: Antapucho, Chillaco, Cochahuayco, Nieve Nieve, Pampa Sisicaya y Villa Pampilla.
| Nombre                     | Clase  | Altitud | Viviendas | Población |
| -------------------------- | ------ | ------- | --------- | --------- |
| Antioquía (Espíritu Santo) | Urbano | 1526    | 171       | 337       |
| Cochahuayco                | Urbano | 1717    | 165       | 170       |
| Nieve Nieve                | Urbano | 861     | 57        | 130       |
| Antapucro                  | Urbano | 1083    | 37        | 125       |
| Santa Rosa de Chontay      | Urbano |         |           |           |

## Autoridades

### Municipales
- Alcalde (2023 - 2026)
  - Lehonel Roberto Llaullipoma Ochante, de Movimiento Regional Unidad Cívica Lima.
- Periodo 2019 - 2022[5]
  - Alcalde: Luis Hilibrando Ramos Gutiérrez, de Acción Popular.
  - Regidores:

  1. Josué Paúl Baltazar Bernable (Acción Popular)
  2. Mariluz Pomasoncco Mejía (Acción Popular)
  3. Timoteo Medina Escriba (Acción Popular)
  4. Juana Haydée Cárdenas Lumbreras (Acción Popular)
  5. Sandra Edith Zevallos Faustino (Partido Democrático Somos Perú)

Alcaldes anteriores
- 2015 - 2018:[6] Ángel Videncio Mantari Ramos, Partido Democrático Somos Perú (SP).
- 2011 - 2014: Benigno Paulo Gómez Escriba, Movimiento Concertación para el Desarrollo Regional (CDR).[7]
- 2007 - 2010:[8] Ángel videncio Mantari Ramos, del Partido Democrático Somos Perú.
- 2003 - 2006: Ángel videncio Mantari Ramos, del Partido Democrático Somos Perú.
- 1999 - 2002: Ángel Eloy Ramírez Ramírez, Movimiento independiente Reconstrucción Huarochirana.
- 1996 - 1998: Daniel Huaringa Antiporta, Lista independiente N.º 3 Opción Huarochirana.
- 1993 - 1995: Ángel Eloy Ramírez Ramírez, Lista independiente Avanzada.
- 1990 - 1992: Daniel Huaringa Antiporta, Izquierda Unida.
- 1987 - 1989: Ponciano Cabanillas Portilla, Partido Aprista Peruano.
- 1984 - 1986: Ponciano Cabanillas Portilla, Partido Aprista Peruano.
- 1981 - 1983: Abraham Huaringa Cárdenas, Partido Unión Nacional.

### Policiales
- Comisaría de Antioquia
  - Comisario: Alférez PNP .[9]

## Turismo
El pueblo ha sido pintado totalmente de colores y predominan los diseños estilo retablos. En 2004, Enrique Bustamante Coloma ganó el Premio del concurso internacional ”Colores para Antioquía”, pintando al pueblo Antioquía, transformándolo en un atractivo turístico internacional. En 2007, Antioquía ganó el Récord Guinness como “El Retablo más Grande del Mundo”.

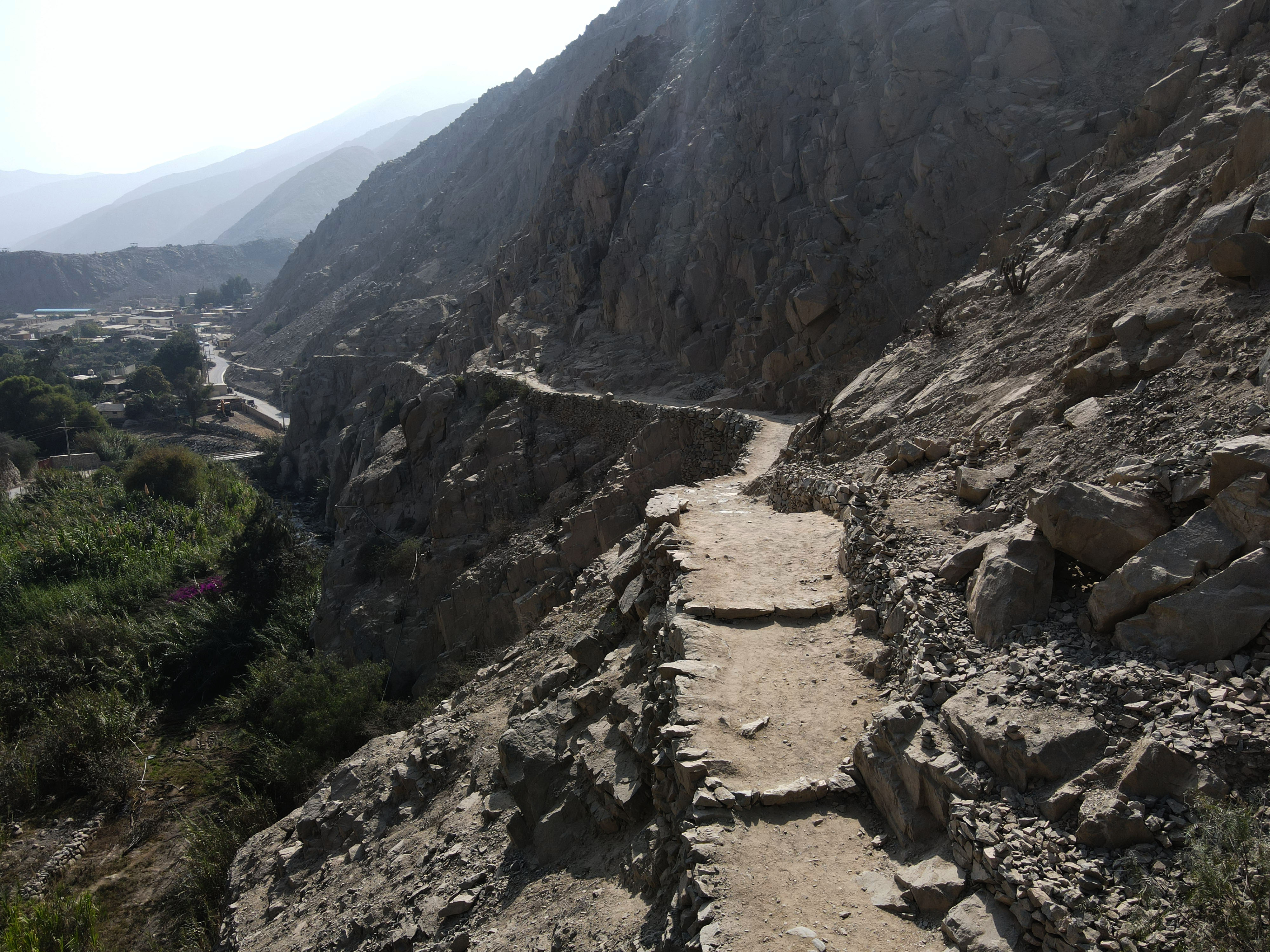
Tramo Xauxa-Pachacamac del Camino inca, ubicado en el distrito de Nieve Nieve.

Algunos de sus atractivos, descritos por el geógrafo Huarochirano D. López Mazzotti, son:
- Mirador sobre el cerro Amancaes[22]
- Museo local de Antioquía.
- Anexo de Cochahuayco[23]
- Anexo de Nieve Nieve[24]
- La zona arqueológica de Nieve Nieve con sus dos sectores
- El Camino Inca que va por Nieve-Nieve a Sisicaya
- El pueblo de Sisicaya, conocido como "El pueblo maldito" llamado así por Don Ricardo Palma en sus "Tradiciones Peruanas"

Zonas de camping y extensiones de cañaverales. Hay restos del antiguo Capac Ñam (Camino Inca).

## Galería

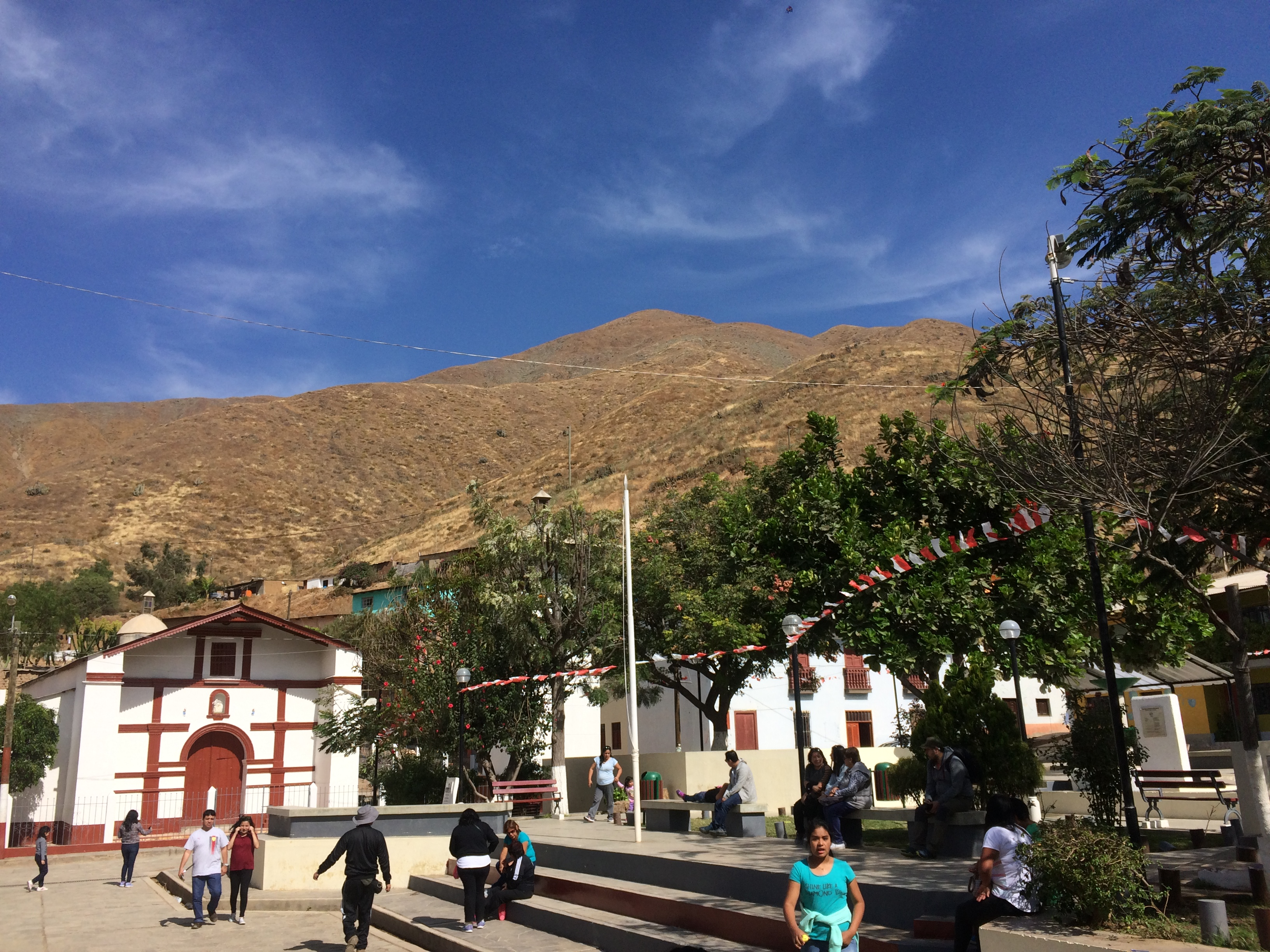
Cochahuayco
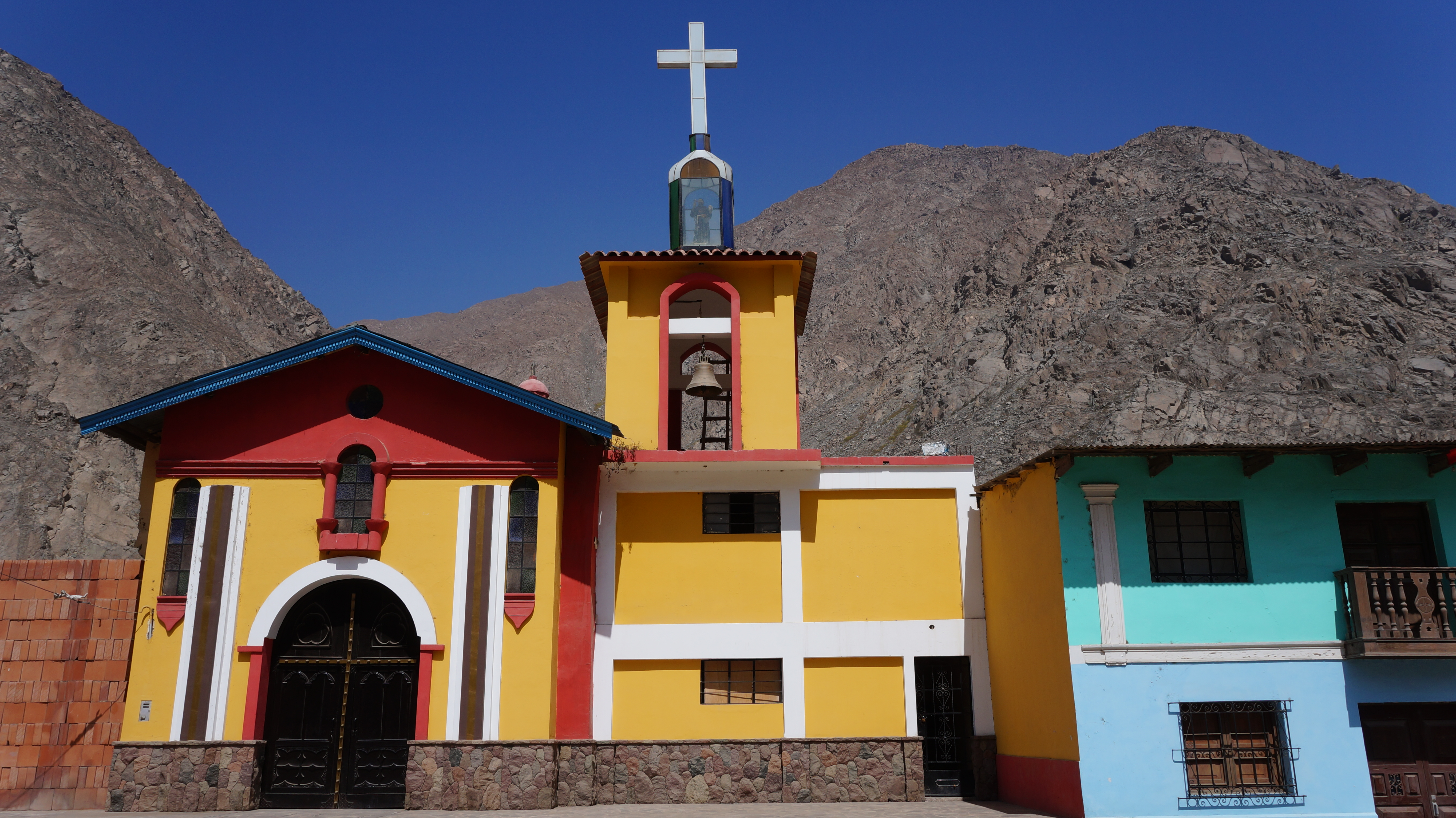
Iglesia de Sisicaya
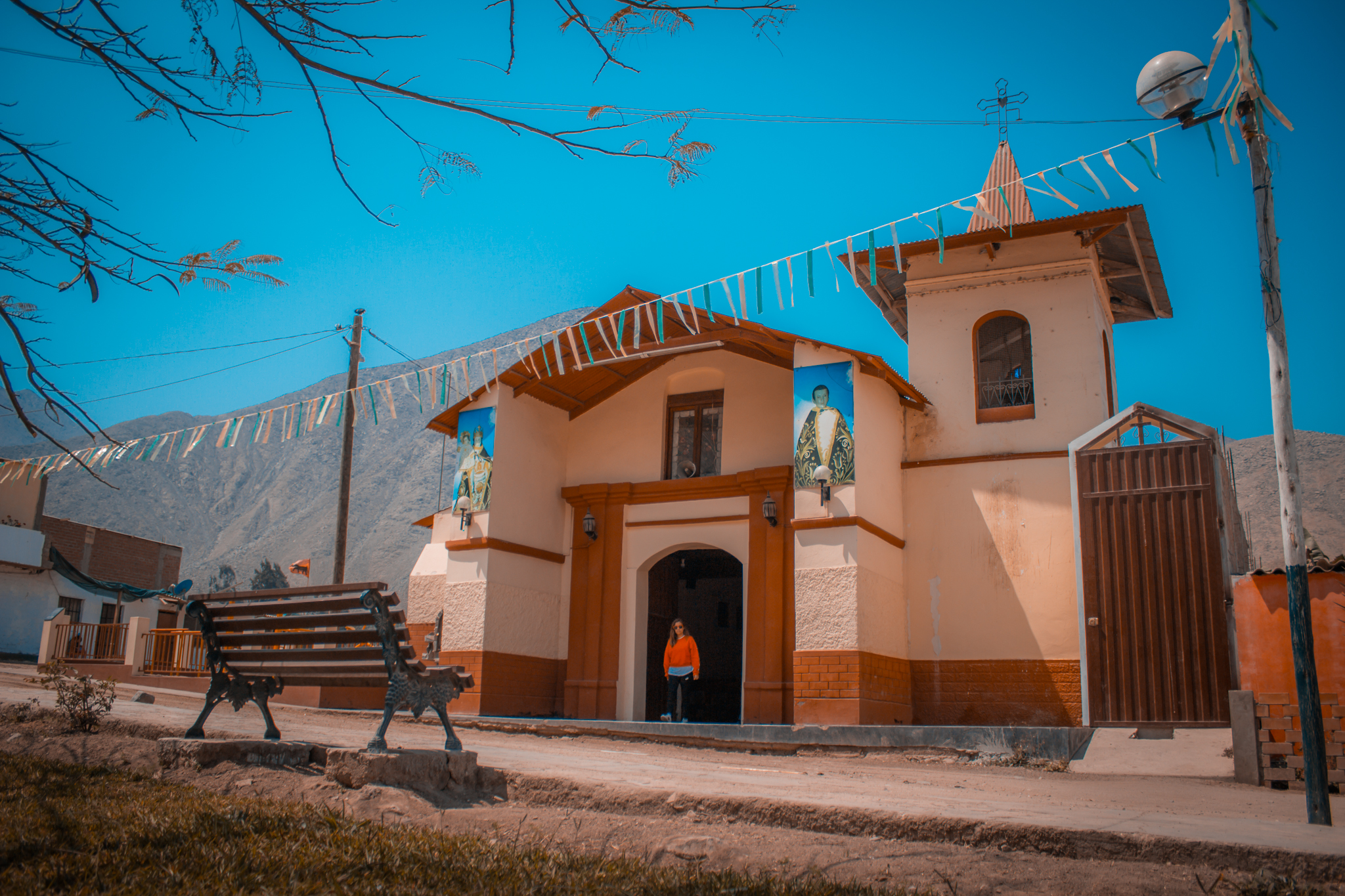
Iglesia de Santa Rosa de Chontay
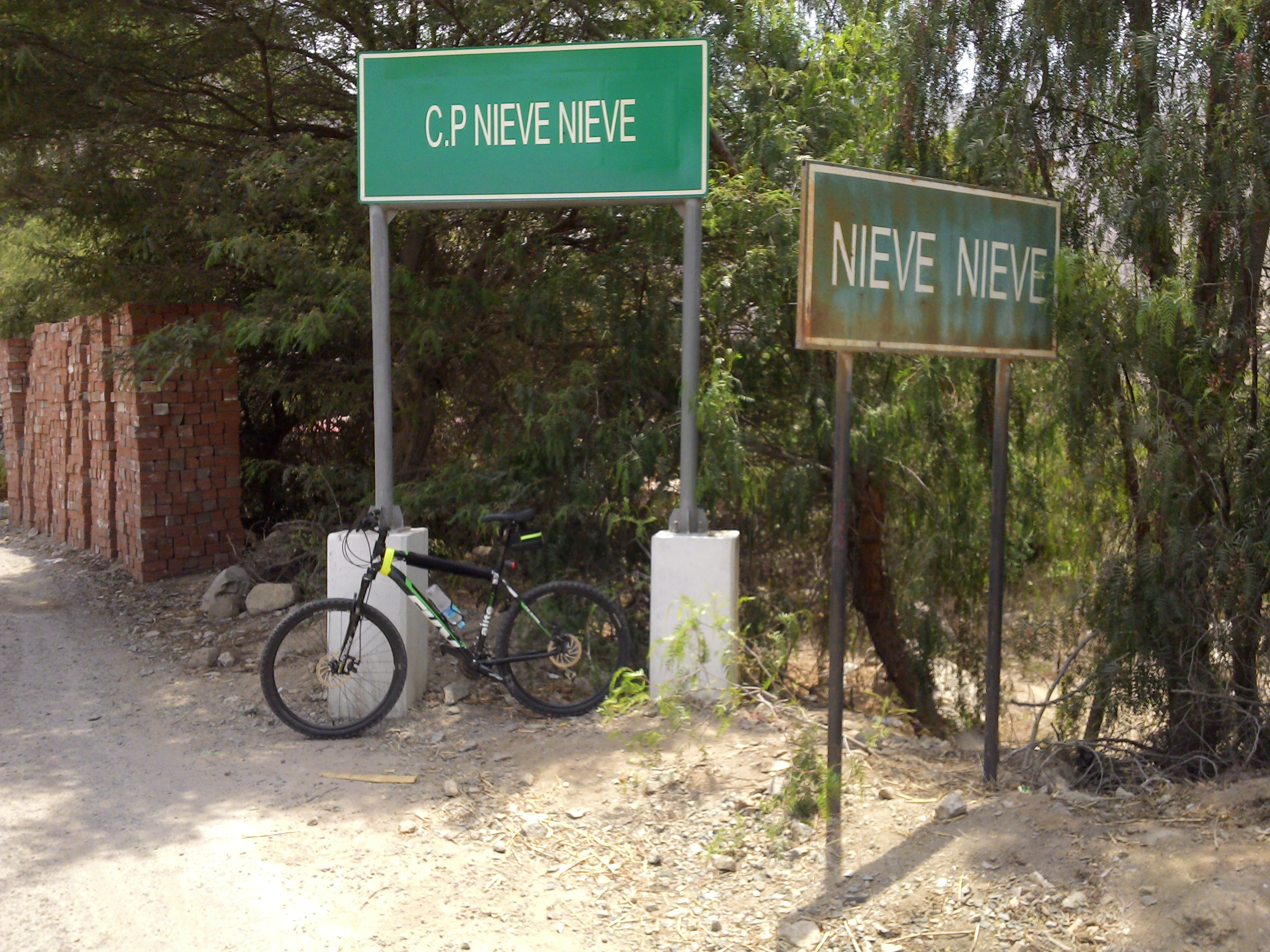
Ingreso del Centro Poblado San José de Nieve Nieve
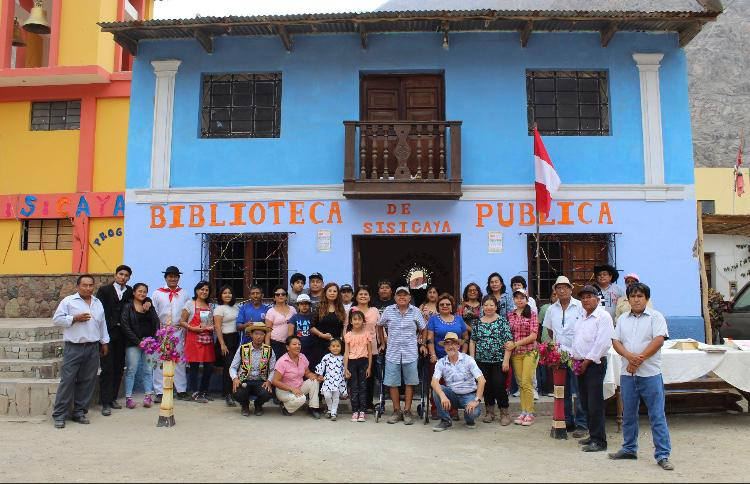
Biblioteca de Sisicaya